# San Nicolas (distrito de Carlos Fermín Fitzcarrald)
San Nicolas é um distrito peruano localizado na Província de Carlos Fermín Fitzcarrald, departamento Ancash. Sua capital é a cidade de San Nicolas.

## Transporte
O distrito de San Nicolás não é servido pelo sistema de estradas terrestres do Peru.